# Platja de l'Arquitecte
La platja de l'Arquitecte és una platja urbana del municipi de l'Ampolla (Baix Ebre), situada a tocar del passeig marítim i del Club Nàutic de l'Ampolla. Està limitada a llevant pel Port de l'Ampolla i a ponent per unes roques que la separen de la platja dels Pinets. Té una longitud de 197 metres i una amplada mitjana de 12 metres, formada per còdols. S'hi accedeix per una rampa i unes escales des del passeig marítim.